# Алту-Капарао
Алту-Капарао (порт. Alto Caparaó) — муниципалитет в Бразилии, входит в штат Минас-Жерайс. Составная часть мезорегиона Зона-да-Мата. Входит в экономико-статистический микрорегион Маньюасу. Население составляет 5428 человек на 2006 год. Занимает площадь 104,571 км². Плотность населения — 51,9 чел./км².

## История
Город основан 12 декабря 1995 года.

## Статистика
- Валовой внутренний продукт на 2003 год составляет 17 407 103,00 реалов (данные: Бразильский институт географии и статистики).
- Валовой внутренний продукт на душу населения на 2003 год составляет 3425,25 реалов (данные: Бразильский институт географии и статистики).
- Индекс развития человеческого потенциала на 2000 год составляет 0,758  (данные: Программа развития ООН).

## География
Климат местности: горный тропический. В соответствии с классификацией Кёппена, климат относится к категории Cwb.